# Lukovo Šugarje
Lukovo Šugarje (italsky Zurcovo-Sugarie) je malá vesnice a přímořské letovisko v Chorvatsku v Licko-senjské župě, spadající pod opčinu Karlobag. Nachází se pod pohořím Velebit, asi 17 km jihovýchodně od Karlobagu. V roce 2011 zde trvale žilo 79 obyvatel.
Sousedními vesnicemi jsou Barić Draga a Karlobag.